# Macrorhynchia ambigua
Macrorhynchia ambigua är en nässeldjursart som beskrevs av Watson 2000. Macrorhynchia ambigua ingår i släktet Macrorhynchia och familjen Aglaopheniidae. Inga underarter finns listade i Catalogue of Life.